# Kasztelan

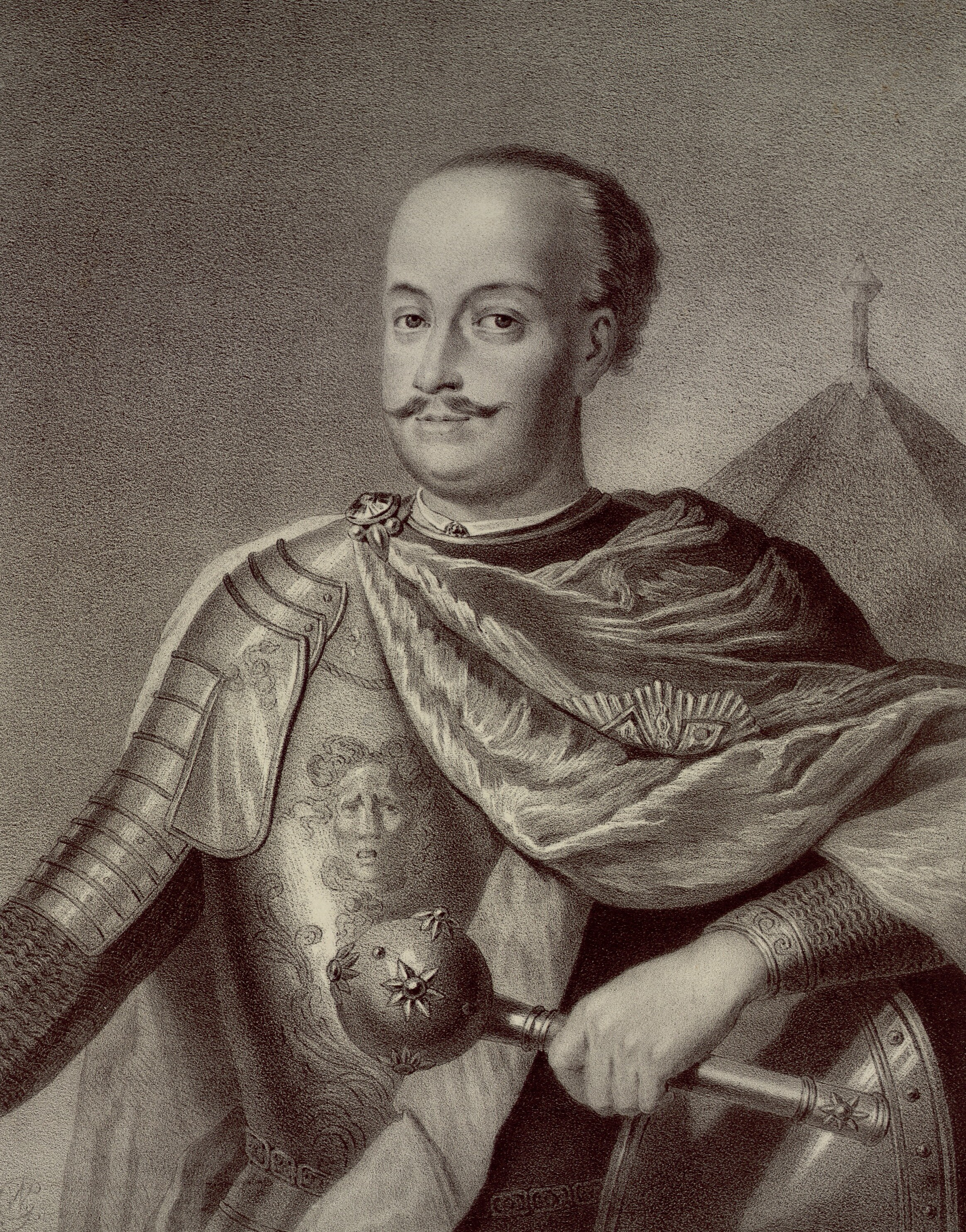
Kasztelan Adam Mikołaj Sieniawski

Een kasztelan (Latijn: comes castellanus) was van oorsprong een Poolse titel voor de commandant van een koninklijk kasteel en bestuurder van de omringende regio in het Koninkrijk Polen. De titel werd na 1493 in de Pools-Litouwse Gemenebest ook gedragen door leden van de Sejm:
- Verheven Kasztelanen (Kasztelanowie Wyróżnieni)
- Groot-Kaszetelanen uit belangrijke koninklijke steden (Kasztelanowie Więksi)
- Klein-Kaszetelanen uit kleinere steden (Kasztelanowie Mniejsi)
- Stalmeester-Kasztelanen (Kasztelanowie Konarscy)

De kasztelan stond hiërarchisch gezien op lokaal bestuursniveau onder de woiwode, behalve in Krakau en later Vilnius.
De taken van een kasztelan waren vanaf de 17e eeuw sterk gelimiteerd.